# Бернщат на Айген
Бернщат на Айген (на немски: Bernstadt auf dem Eigen) е град в Германия, разположен в окръг Гьорлиц, провинция Саксония. Към 31 декември 2011 година населението на града е 3711 души.